# Кубала Куанышкалиулы
Кубала (Султангали) Куанышкалиулы (гг. рожд. и смерти неизв. 2-я половина XIX века, аул Косарал ныне окрестности села Казталовка) — казахский поэт-импровизатор и певец.
Происходит из рода тана племени байулы.
Поэтические произведения Кубала «Зынданда жатқан жандар көп», «Ақсұңқар үйрек ілген көрімдері», «Сөз сөйлейін толғанып» и др. отличались злободневностью, яркостью образов. В 1875 году участвовал в поэтических состязании с известными акынами. Вершин творчества достиг в айтысах-загадках. Толгау и айтысы Кубала хранятся в рукописном фонде Института литературы и искусства и в Центральной библиотеке НАН РК.